# Les Noces de Figaro
Le nozze di Figaro
Pour les articles homonymes, voir Figaro (homonymie).
Versions successives
- Versions françaises de Jules Barbier et Michel Carré, Castil-Blaze, Adolphe Boschot, Edward Dent, Éric-Emmanuel Schmitt

Représentations notables
- 23 décembre 1807 : 1re représentation en langue originale en France au Théâtre-Italien de Paris
- 1872 : Entrée au répertoire de l'Opéra-Comique (en fr.)

Personnages
- Le comte Almaviva, grand d'Espagne (baryton)
- La comtesse Almaviva, sa femme (soprano)
- Susanna (Suzanne), sa camériste, fiancée de Figaro (soprano)
- Figaro, valet de chambre du comte (basse)
- Cherubino (Chérubin), page du comte (mezzo-soprano travesti)
- Marcellina (Marceline), gouvernante (mezzo-soprano)
- Bartolo, médecin (basse)
- Basilio (Basile), maître de musique (ténor)
- Don Curzio, juge (ténor)
- Antonio, jardinier du comte et oncle de Susanna (basse)
- Barbarina (Barberine), sa fille (soprano)

Airs
- Air de Figaro « Non più andrai » - Acte I
- Air de Cherubino (Chérubin) « Voi che sapete » - Acte II
- Air de la comtesse « Porgi, amor » - Acte II
- Récitatif et air de la comtesse « E Susanna non vien... Dove sono » - Acte III

Les Noces de Figaro (titre original italien : Le nozze di Figaro , K. 492) est un opera buffa en 4 actes de Wolfgang Amadeus Mozart, sur un livret en italien de Lorenzo Da Ponte inspiré de la comédie de Beaumarchais, Le Mariage de Figaro.
La première représentation a lieu le 1er mai 1786 au Burgtheater de Vienne.
L'opéra est ensuite repris à Vienne le 29 août 1789 avec l'ajout de deux airs pour le rôle de Suzanne : Al desio di chi t'adora K 577 (qui remplace le no 27 à l'acte IV : Deh, vieni, non tardar) et Un moto di gioia mi sento K 579 (qui remplace le no 12 à l'acte II : Venite... inginocchiatevi), en raison du changement de chanteuse (Adriana Ferrarese remplace Nancy Storace, partie pour Londres).

## Genèse
L'opéra est le premier des trois issus de la collaboration entre Mozart et Lorenzo Da Ponte, les deux autres étant Don Giovanni et Così fan tutte. C'est Mozart qui choisit initialement la pièce de Beaumarchais, Le Mariage de Figaro, et qui l'apporta à da Ponte, qui, en l'espace de six semaines, en fit un livret en italien, en ôtant par ailleurs du texte toutes les références politiques de l'original. Contrairement à ce que l'on pense souvent, et bien que Joseph II eût interdit en février 1785 la représentation de la pièce de Beaumarchais au théâtre de Vienne, le livret reçut son approbation, avant même que Mozart n'en commence la partition. L'empereur permit aussi au compositeur de conserver le ballet de l'acte III, alors que le règlement du théâtre, dont le comte Rosenberg était le gardien, l'interdisait formellement : assistant à une répétition où les chanteurs dansaient sans la musique, Joseph II, devant ce spectacle ridicule, prit parti pour Mozart, et le fandango fut rétabli.
La société impériale pour l'opéra italien paya à Mozart 450 florins pour l'œuvre ; c'était là le triple du (maigre) salaire qu'il avait reçu lorsqu'il travaillait comme musicien de la cour à Salzbourg. De son côté, da Ponte reçut la somme de 200 florins.
L'empereur Joseph II fut indirectement responsable de la préservation de cette magnifique partition pour la postérité : il cherchait en effet un opéra afin qu'il soit produit à la Cour impériale, et l'œuvre de Mozart faisait partie de celles qui étaient envisagées pour cela, de même que plusieurs autres, écrites par des compositeurs contemporains. Après le peu de succès qu'il avait obtenu jusque-là, Mozart avait, dit-on, juré que si son travail n'était pas retenu, il jetterait toute la partition au feu.

## Distribution et créateurs
| Rôles                                              | Tessitures             | Première, 1er mai 1786 |
| -------------------------------------------------- | ---------------------- | ---------------------- |
| Le comte Almaviva, grand d'Espagne                 | baryton                | Stefano Mandini        |
| La comtesse Almaviva, sa femme                     | soprano                | Luisa Laschi           |
| Susanna (Suzanne), sa camériste, fiancée de Figaro | soprano                | Nancy Storace          |
| Figaro, valet de chambre du comte                  | baryton-basse          | Francesco Benucci      |
| Cherubino (Chérubin), page du comte                | mezzo-soprano travesti | Dorotea Bussani        |
| Marcellina (Marceline), gouvernante                | mezzo-soprano          | Maria Mandini          |
| Bartolo, médecin                                   | basse                  | Francesco Bussani      |
| Basilio (Basile), maître de musique                | ténor                  | Michael Kelly          |
| Don Curzio, juge                                   | ténor                  | Michael Kelly          |
| Antonio, jardinier du comte et oncle de Susanna    | basse                  | Francesco Bussani      |
| Barbarina (Barberine), sa fille                    | soprano                | Anna Gottlieb          |

## Réception
L'œuvre connut un succès croissant. Après la première représentation, huit autres furent données et ce jusqu'à la fin de la même année. En témoigne une lettre du père de Mozart à sa fille : 

« Lors de la deuxième représentation, cinq numéros ont été répétés, et sept à la troisième, dont un petit duetto qu'il a fallu chanter trois fois. »

De même l'Empereur stipula qu'« il sera interdit de répéter tout morceau destiné à plus d'une voix » dans un souci de « ne pas allonger la durée des opéras. »
Cependant la reconnaissance ne fut pas unanime ; en effet, une partie de la noblesse ne comprenant pas l'œuvre, la délaissa. La réception fut donc mitigée à Vienne.
Tout le contraire à Prague puisque l'œuvre fut un succès immédiat, si grand que l'on fredonnait dans les rues les mélodies de l'opéra, Mozart lui-même s'en émerveillait. Et Prague lui commanda Don Giovanni, deuxième collaboration avec Da Ponte.
À Vienne l'œuvre fut jouée (du vivant de Mozart) : neuf fois en 1786, douze fois lors de la reprise de 1789, quinze fois en 1790 et trois fois en 1791.

## Personnages
De nombreux personnages de la pièce de Beaumarchais ont été gardés mais quelques-uns ont été supprimés. En effet, Grippe Soleil, Pédrille et Double-Main ne sont pas présents dans le livret. De plus, Fanchette (la fille d'Antonio) porte maintenant le prénom Barberine et Don Gusman Brid'oison a été remplacé par le personnage de Don Curzio.

## Argument
La Rosine du Barbier de Séville est devenue maintenant la comtesse Almaviva ; son mari, toutefois, est loin d'être un modèle de vertu. Il poursuit entre autres de ses assiduités la camériste de sa femme, Suzanne (Susanna), qui doit épouser Figaro entré au service du comte, et la fille de son jardinier, Barberine (Barbarina). Il est toutefois concurrencé par le page Chérubin (Cherubino), qui est amoureux de toutes les femmes et en particulier de la comtesse sa marraine. De son côté, la vieille Marceline (Marcellina), aidée du docteur Bartholo (Bartolo) et du maître de musique Basile (Basilio), veut empêcher les noces de Suzanne et Figaro, car ce dernier lui a fait une promesse de mariage.

### Acte I
La chambre de Figaro et de Suzanne

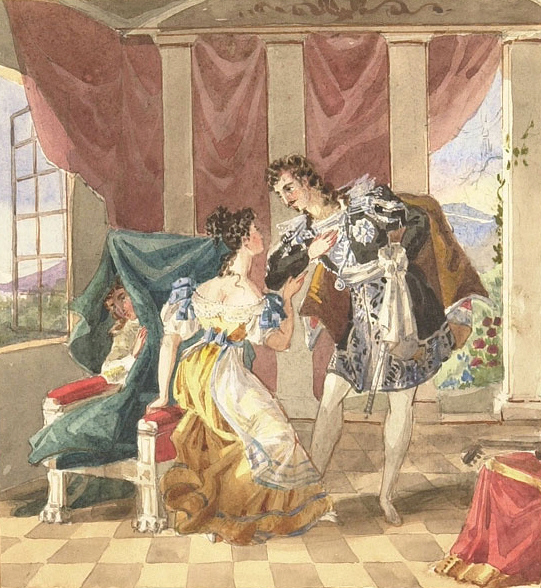
Acte I : Le comte fait des avances à Suzanne tandis que Chérubin est dissimulé sur le fauteuil (Aquarelle anonyme)

Le rideau se lève sur une chambre meublée seulement d'un fauteuil. Figaro mesure l'espace afin d'y placer le futur lit nuptial, tandis que Suzanne essaye un chapeau orné de fleurs (Duo « Cinque... dieci... »). Suzanne ne veut pas de cette chambre que le comte leur destine, et qui se trouve à proximité des chambres de leurs maîtres car le comte risque d'en profiter pour la poursuivre de ses assiduités (Duo « Se a caso madama »). Figaro, demeuré seul, promet de déjouer les projets de son maître (Air « Se vuol ballare »).
Entrent Bartholo et Marceline, un contrat à la main. La vieille fille lui demande de l'aider à obliger Figaro à honorer une ancienne promesse de mariage avec elle. Bartholo promet de s'y employer pour se venger de Figaro, auquel il n'a pas pardonné le soutien apporté au comte pour lui souffler sa pupille Rosine (Air « La vendetta »). Il sort. Marceline aperçoit Suzanne et essaie de la provoquer, mais cela se retourne contre elle (Duo « Via resti servita »). Chérubin entre et raconte à Suzanne que le comte l'a surpris seul avec la jeune Barberine et l'a congédié. Il vole à Suzanne un ruban appartenant à la comtesse sa marraine, dont il est amoureux (Air « Non so più cosa son, cosa faccio »).
Le comte apparaît, pour réitérer ses avances à Suzanne et la convaincre d'accepter un rendez-vous galant. Chérubin n'a que le temps de se cacher derrière le fauteuil. La voix de Basile, maître de musique et langue de vipère, se fait entendre et le comte se cache à son tour derrière le fauteuil, tandis que Chérubin bondit dessus, et que Suzanne le recouvre d'une robe. Mais le comte qui a révélé sa présence finit par découvrir le page (Trio « Cosa sento!  »). Chérubin n'est sauvé que par l'entrée de Figaro à la tête d'un groupe de paysans, venus remercier à point nommé leur maître d'avoir aboli le droit de cuissage sur son domaine (Chœur « Giovinete liete »). Figaro demande au comte sa bénédiction pour le mariage, mais celui-ci temporise et réitère le bannissement de Chérubin, lui ordonnant de rejoindre son régiment. Figaro se moque ouvertement du jeune garçon en lui décrivant les affres de la vie militaire, mais lui dit tout bas qu'il doit lui parler avant son départ (Air « Non più andrai, farfallone amoroso »).

### Acte II
La chambre de la comtesse
La comtesse se lamente sur le délaissement de son mari. (Air « Porgi, amor, qualche ristoro ») Suzanne fait entrer Chérubin qu'elle convainc de chanter à sa marraine la sérénade qu'il a composée en son honneur (Air « Voi, che sapete che cosa é amor »). Les deux femmes décident de l'habiller en femme afin qu'il puisse rester incognito au château et assister au mariage (Air « Venite inginocchiatevi »). Arrivée du comte qu'une lettre anonyme a averti d'un rendez-vous galant donné à sa femme (il s'agit en fait d'un « faux » de Figaro, destiné à susciter la jalousie du comte et le détourner ainsi de Suzanne) ; Chérubin va se cacher dans le cabinet voisin mais il fait tomber un meuble et le comte, soupçonnant la présence d'un amant, ordonne à sa femme de l'ouvrir. La comtesse refuse, l'assurant que c'est seulement Suzanne ; le comte, fermant toutes les portes, entraîne dehors la comtesse en attendant de trouver une façon de forcer la porte du cabinet.
Suzanne, qui a pu se cacher inaperçue dans l'alcôve, fait sortir Chérubin de sa cachette ; il saute par la fenêtre tandis que la servante prend sa place dans le cabinet. Le comte et la comtesse reviennent. La comtesse avoue que c'est Chérubin qui est caché là pour une farce bien innocente. Le comte entre en fureur et force la porte mais, à son grand étonnement (et à celui de la comtesse), il tombe sur Suzanne. Celle-ci lui annonce ironiquement que la lettre était fausse et que c'était un jeu destiné à le rendre jaloux afin qu'il s'intéresse un peu plus à sa femme. Figaro entre et subit les remontrances de son maître mais désamorce le conflit en rappelant que la noce les attend.
Le jardinier Antonio apporte à ce moment au comte un papier qu'il dit avoir été perdu par un homme qui vient de sauter par la fenêtre de la comtesse. Le document se révèle être la nomination de Chérubin comme officier et Figaro se sort de cet embarras en affirmant que c'est lui qui a sauté et qu'il était en possession de ce papier dans le but d'y faire apposer par le comte un cachet manquant. Alors que tous s'apprêtent à rejoindre la noce, Marceline, Bartholo et Basile apparaissent, réclamant l'application du précédent contrat. Le mariage de Figaro et de Suzanne se trouve reporté afin que le comte puisse juger sereinement - dit-il - de sa validité.

### Acte III
La salle du mariage

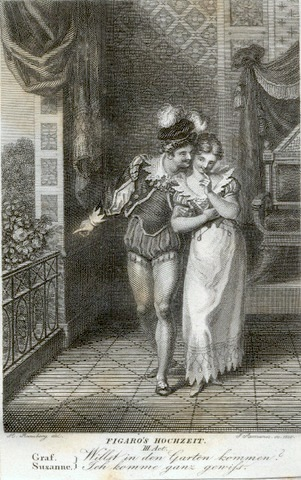
Acte III : Le Comte invite Suzanne à venir le rejoindre plus tard dans le jardin

Le comte est embarrassé par les événements récents. Suzanne se présente et lui annonce qu'elle consent à le rencontrer dans le jardin. Le comte se réjouit de ce revirement (Duo « Crudel, perché finora »). Alors qu'elle quitte la pièce, elle dit à voix basse à Figaro que leur succès est maintenant certain et son procès gagné d'avance. Le comte entend ces dernières paroles et comprend qu'il a été trompé (Air « Hai già vinta la causa »). La scène du procès s'ensuit au cours de laquelle on découvre que Figaro est le fils naturel de Marceline et Bartholo, enlevé à sa naissance et qu'il ne peut donc pas épouser la vieille gouvernante (Sextuor « Riconosci in questo amplesso una madre »). les anciens ennemis tombent dans les bras les uns des autres au grand dépit du comte.
Seule, la comtesse songe à son bonheur perdu (Récitatif et air « E Susanna non vien... Dove sono ») quand Suzanne arrive et lui annonce la bonne nouvelle. Les deux femmes décident de confondre le comte en lui donnant rendez-vous le soir même dans le jardin, où la comtesse se rendra sous les habits de Suzanne (Duo « Canzonetta sull'aria »). Le comte devra lui rendre l'épingle qui ferme la lettre pour montrer qu'il l'a bien reçue. Un chœur de jeunes paysans, avec parmi eux Chérubin, donne une sérénade à la comtesse (« Ricevete, o padroncina »). Le comte arrive avec Antonio et, découvrant le page, se met d'abord en colère puis finit par pardonner, apaisé par Suzanne qui lui remet discrètement le billet. L'acte s'achève par le double mariage de Figaro avec Suzanne et de Marceline avec Bartholo.

### Acte IV
Dans le jardin, le soir (parfois précédé par une scène dans le couloir).
Suivant les directives du billet, le comte a envoyé Barberine porter l'épingle à Suzanne mais la jeune fille l'a perdue (Cavatine « L'ho perduta, me meschina »). Innocemment, elle apprend à Figaro - qui n'est pas au courant de la supercherie - l'existence du rendez-vous. Malgré les tentatives d'apaisement de sa mère, qui lui explique que les femmes ont des circonstances atténuantes (Air « Il capro e la capretta »), il décide de se venger et de confondre les amants sous les yeux de tous, après avoir déversé sa rancœur vis-à-vis de la gent féminine (Récitatif et air « Tutto è disposto... Aprite un po' quegli occhi »).
Suzanne, qui a été prévenue par Marceline, veut également jouer un tour à Figaro qui ose douter de sa fidélité. Après avoir prêté sa voix à la comtesse pour exprimer son impatience à retrouver son « bien-aimé » (Air « Giunse alfin il momento...Deh vieni, non tardar »), elle tente sous les habits de la comtesse de séduire Figaro mais celui-ci évente rapidement la ruse et, après être entré dans son jeu en devenant de plus en plus entreprenant, ce qui met en rage Suzanne, il lui avoue l'avoir reconnue. Les jeunes mariés font la paix alors que paraît la comtesse, d'abord importunée par Chérubin qui pense faire la cour à Suzanne, puis rejointe par le comte qui lui déclare son amour et lui offre en gage une superbe bague.
Désirant pousser la farce jusqu'au bout, Figaro se met à courtiser à haute voix la fausse comtesse, ce qui a pour conséquence de mettre le comte hors de lui, qui appelle ses gens, bien décidé à châtier les coupables. Des lumières apparaissent et les masques tombent à la grande confusion du comte qui n'a plus d'autre choix que d'implorer le pardon de sa femme. Elle accepte ses excuses et ils décident de terminer la soirée au son des chants et des danses du banquet de mariage (Final « Contessa perdono... Questo giorno di tormenti »).

## Numéros musicaux

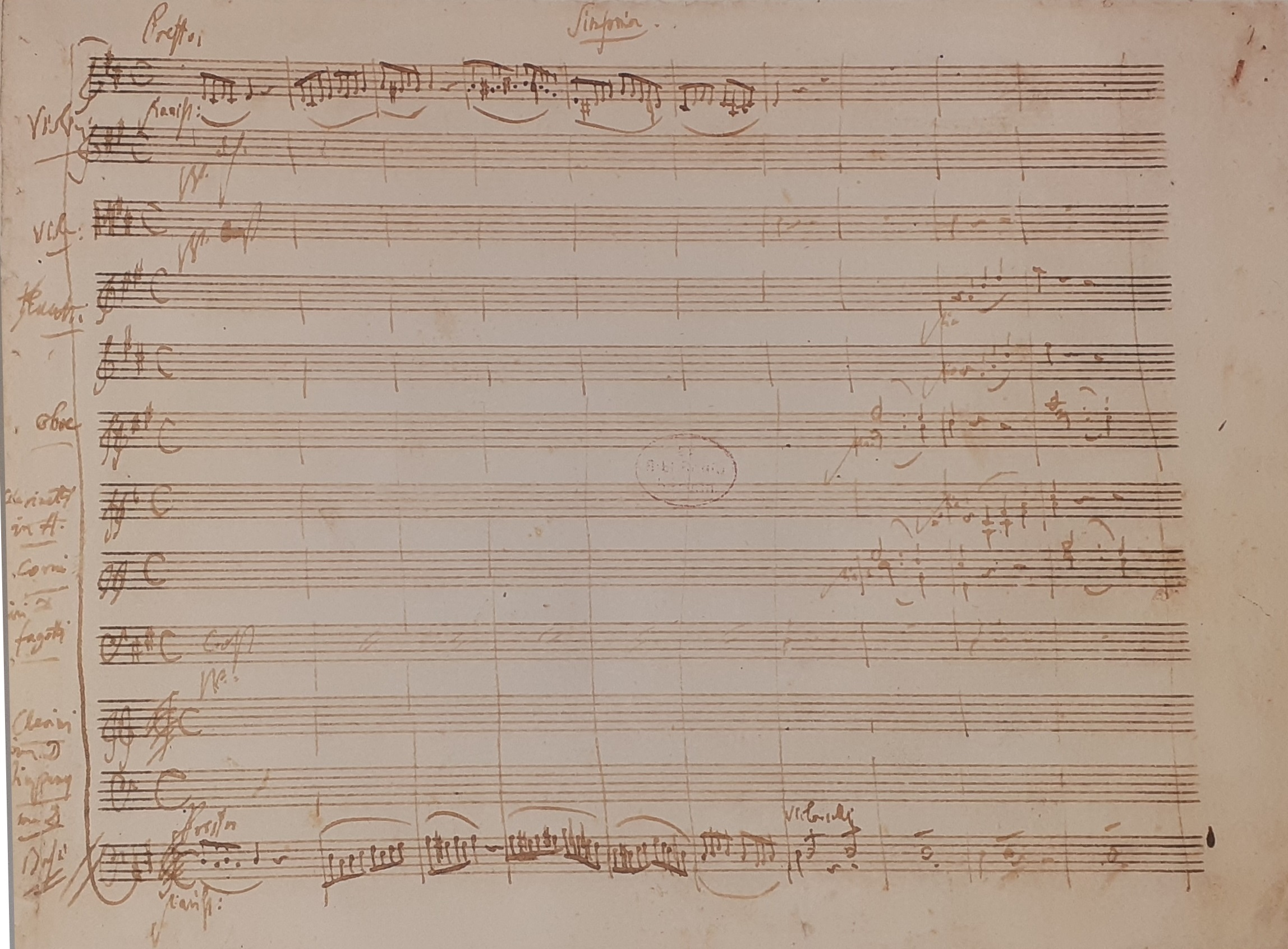
Première page du manuscrit - Ouverture

- Ouverture (sinfonia)

### Acte I
- no 01. Duetto « Cinque… dieci… venti » (Figaro, Suzanne)
- no 02. Duetto « Se a caso madama la notte ti chiama » (Figaro, Suzanne)
- no 03. Cavatina « Se vuol ballare, signor Contino » (Figaro)
- no 04. Aria « La vendetta, oh la vendetta » (Bartolo)
- no 05. Duetto « Via, resti servita, madama brillante » (Marceline, Suzanne)
- no 06. Aria « Non so più cosa son, cosa faccio » (Chérubin)
- no 07. Terzetto « Cosa sento ! Tosto andate » (Le Comte, Basile, Suzanne)
- no 08. Coro « Giovani liete, fiori spargete »
- no 09. Aria « Non più andrai, farfallone amoroso » (Figaro)

### Acte  II
- no 10. Cavatina « Porgi, amor, qualche ristoro » (La Comtesse)
- no 11. Canzona « Voi che sapete » (Chérubin)
- no 12. Aria « Venite, inginocchiatevi » (Suzanne)  (air supprimé, pour la reprise à Vienne de 1789, et remplacé par l’aria « Un moto di gioia mi sento » K 579)[10]
- no 13. Terzetto « Susanna or via sortite » (Le Comte, la Comtesse, Suzanne)
- no 14. Duettino « Aprite, presto, aprite » (Suzanne, Chérubin)
- no 15. FINALE :
  - « Esci ormai, garzon malnato » (Le Comte, la Comtesse & Suzanne)
  - « Signori ! di fuori son già i suonatori » (Figaro, le Comte, la Comtesse, Suzanne, Antonio)
  - « Voi, signor, che giusto siete » (Marceline, Basile, Bartolo, le Comte, Suzanne, la Comtesse, Figaro)

### Acte  III
- no 16. Duetto « Crudel ! Perchè finora farmi languir così ? » (Le Comte, Suzanne)
- no 17. Recitativo « Hai già vinta la causa ? » et Aria « Vedrò, mentr’io sospiro » (Le Comte)
- no 18. Sestetto « Riconosci in questo amplesso » (Marceline, Figaro, Bartolo, Don Curzio, le Comte, Suzanne)
- no 19. Recitativo « E Susanna non vien ? » et Aria « Dove sono i bei momenti » (La Comtesse)
- no 20. Duettino « Sull’aria ? Che soave zeffiretto » (Suzanne, la Comtesse)
- no 21. Coro di Contadine « Ricevete, o padroncina »
- no 22. FINALE :
  - Marcia « Ecco la marcia ! » (Figaro, Suzanne, le Comte, la Comtesse)
  - Coro « Amanti costanti » (1re partie)
  - Recitativo « Eh ! Già solita usanza ! » (Le Comte, Figaro)
  - Coro « Amanti costanti » (2e partie)

### Acte  IV
- no 23. Cavatina « L’ho perduta, me meschina » (Barberine)
- no 24. Aria « Il capro e la capretta » (Marcelline)
- no 25. Aria « In quegli anni in cui val poco » (Basile)
- no 26. Recitativo « Tutto è disposto » et Aria  « Aprite un po’ quegli occhi » (Figaro)
- no 27. Recitativo « Giunse alfin il momento » et Aria « Deh vieni, non tardar » (Suzanne) (air supprimé, pour la reprise à Vienne de 1789, et remplacé par l’aria « Al desio di chi t'adora » K 577)[10]
- no 28. FINALE : 
  - « Pian pianin » (Chérubin, la Comtesse, le Comte, Suzanne, Figaro)
  - « Gente ! gente ! all’armi ! all’armi ! » (Le Comte & tout le monde)

## Instrumentation
| Instrumentation des Noces de Figaro                                  |
| Cordes                                                               |
| premiers violons, seconds violons, altos, violoncelles, contrebasses |
| Bois                                                                 |
| 2 flûtes, 2 hautbois, 2 clarinettes si bémol, 2 bassons,             |
| Cuivres                                                              |
| 2 cors, 2 trompettes en ré                                           |
| Percussions                                                          |
| 2 timbales                                                           |
| Clavier                                                              |
| 1 clavecin (pour les récitatifs secs)                                |

## Traductions, adaptations
- Les Noces de Figaro ainsi que Don Giovanni ont été traduits en français par Éric-Emmanuel Schmitt.
- L'Opéra imaginaire (1993), film de Pascal Roulin, série de courts métrages sur l'opéra Voi che sapete.